# Беллини, Идералду Луис
Идера́лду Луи́с Белли́ни (порт.-браз. Hilderaldo Luís Bellini, либо просто Беллини; 7 июня 1930, Итапира — 20 марта 2014, Сан-Паулу) — бразильский футболист, центральный защитник.

## Биография
Чемпион мира 1958 и 1962 годов в составе сборной Бразилии. В 1958 году был капитаном сборной на победном чемпионате в Швеции. Также принял участие в английском первенстве мира 1966 года.
За сборную Бразилии Беллини провёл 32 матча. На клубном уровне большую часть своей карьеры выступал за «Васко да Гама» и «Сан-Паулу».

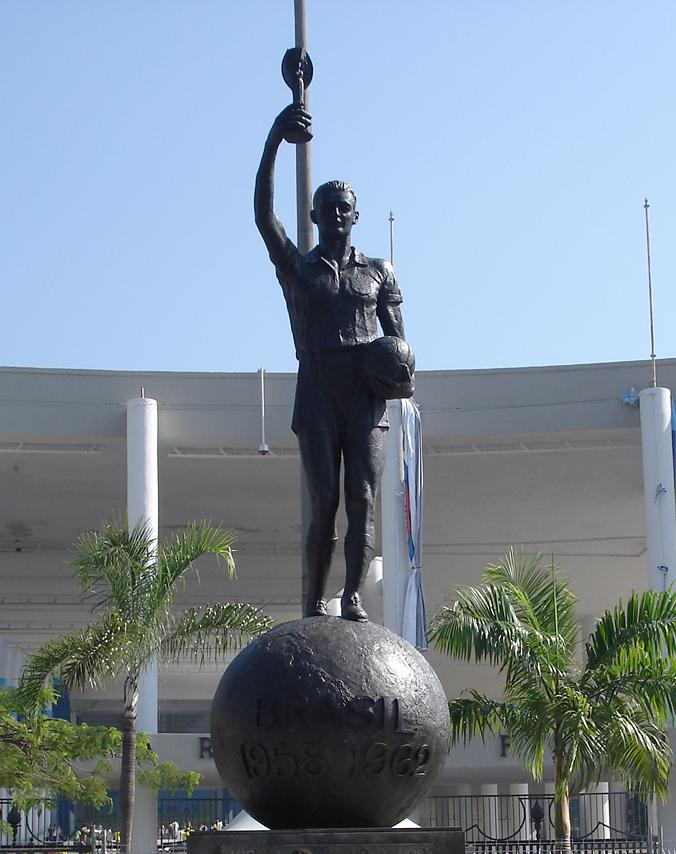
Памятник Беллини

Беллини включён в зал славы при Музее бразильского футбола в Сан-Паулу.
Скончался 20 марта 2014 года в возрасте 83 лет в Сан-Паулу от сердечного приступа, вызванного осложнениями, связанными с болезнью Альцгеймера.

## Титулы
- Чемпион Лиги Кариоки[2] (3): 1952, 1956, 1958
- / Победитель турнира Рио-Сан-Паулу (1): 1958
- Чемпион мира (2): 1958, 1962

## Интересные факты
В его честь названа музыкальная группа «Bellini» (дебютный мегахит «Samba de Janeiro»), созданная в 1997 году.